# Semnoz

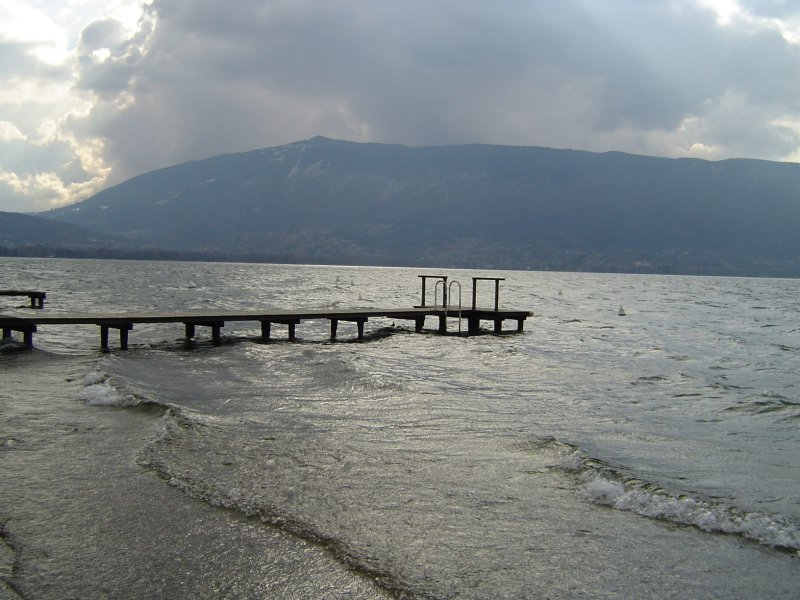
Semnoz.

Semnoz är ett 1699 meter högt och 16 kilometer långt berg i bergsmassivet Bauges norra avsnitt. Berget ligger mellan städerna Annecy och Allèves i departementet Haute-Savoie, Frankrike.